# Xã Marlette, Michigan
Xã Marlette (tiếng Anh: Marlette Township) là một xã thuộc quận Sanilac, tiểu bang Michigan, Hoa Kỳ. Năm 2010, dân số của xã này là 1.763 người.